# Жумай
Жума́й (каз. Жұмай) — село у складі Коргалжинського району Акмолинської області Казахстану. Входить до складу Амангельдинського сільського округу.
Населення — 83 особи (2021; 137 у 2009, 280 у 1999, 474 у 1989).
Національний склад станом на 1989 рік:
- казахи — 100 %.